# Store mosse nationalpark
Store mosse nationalpark este o arie protejată (arie specială de conservare — SAC, sit de importanță comunitară — SCI, arie de protecție specială avifaunistică — SPA) din Suedia întinsă pe o suprafață de 7.674,7 ha, integral pe uscat.

## Localizare
Centrul sitului Store mosse nationalpark este situat la coordonatele 57°17′06″N 13°56′38″E / 57.2849°N 13.9438°E.

## Înființare
Situl Store mosse nationalpark a fost declarat sit de importanță comunitară în decembrie 1995 pentru a proteja 25 de specii de animale. Alte tipuri de protecție:
- arie de protecție specială avifaunistică (în martie 1996)[2]
- arie specială de conservare (în martie 2011)[1][3][4]

## Biodiversitate
Situată în ecoregiunea boreală, aria protejată conține 10 habitate naturale: Mlaștini oligotrofe degradate, capabile încă de regenerare naturală, Lacuri și iazuri distrofice naturale, Turbării active, Pășuni din zone de pădure fino-scandinave, Mlaștini alcaline, Taiga vestică, Mlaștini împădurite, Pajiști fino-scandinave uscate până la mezice, bogate în specii de altitudine mică, Mlaștini turboase de tranziție și turbării mișcătoare, Pajiști cu Molinia pe soluri calcaroase, turboase sau argilos-nămoloase (Molinion caeruleae).
La baza desemnării sitului se află mai multe specii protejate:
- păsări (24): minunița (Aegolius funereus), rață lingurar (Anas clypeata), rață cârâitoare (Anas querquedula),  prundaș gulerat mic (Charadrius dubius), erete de stuf (Circus aeruginosus), lebădă de iarnă (Cygnus cygnus), ciocănitoare neagră (Dryocopus martius), șoimul rândunelelor (Falco subbuteo), Gallinago media, găinușă de baltă (Gallinula chloropus), cufundar polar (Gavia arctica), ciuvică (Glaucidium passerinum), cocor (Grus grus), becațină mică (Lymnocryptes minimus), codobatura galbenă (Motacilla flava), culic mare (Numenius arquata), Numenius phaeopus, bătăuș (Philomachus pugnax), ploier auriu (Pluvialis apricaria), cresteț pestriț (Porzana porzana), cristei de baltă (Rallus aquaticus), cocoșul de mesteacăn (Tetrao tetrix tetrix),  cocoș de munte (Tetrao urogallus), fluierar de mlaștină (Tringa glareola)
- nevertebrate (1): Vertigo geyeri